# Senecio pudicus
Senecio pudicus là một loài thực vật có hoa trong họ Cúc. Loài này được Greene miêu tả khoa học đầu tiên năm 1900.